# Принудительный выкуп акций
Принудительный выкуп акций (в английском языке используется термин Squeeze-out (Squeezeout), который дословно переводится как выжимание, иногда используется термин freezeout (замораживание)) — это принудительная продажа акций миноритарных членов акционерного общества, за которую они получают денежную компенсацию.
Этот метод позволяет одному или нескольким акционерам, которые владеют большинством акций корпорации, получить право собственности на оставшиеся акции. Мажоритарные акционеры объединяются со второй корпорацией, которая инициирует слияние с первоначальной. Акционеры, использующие этот метод, могут диктовать план слияния. Они выкупают акции миноритарных акционеров первоначальной корпорации, фактически «выжимая»(Squeezeout) их из новой компании.

## Процесс
Финансируемый выкуп является эффективным инструментом для инвесторов, используемым для покупки компании, но он менее подходит для случая приобретения одной компанией другой. Альтернативой является замораживание слияния; законы о тендерных предложениях позволяют приобретающей компании замораживать доходы акционеров от слияния, заставляя акционеров, не участвующих в тендере, продавать свои акции по цене тендерного предложения.
Чтобы завершить процесс слияния, приобретающая компания сначала создает новую корпорацию, которую она контролирует. Затем, приобретающая корпорация делает тендерное предложение на сумму, несколько превышающую текущую цену акций целевой компании. В случае успеха тендерного предложения, покупатель, получает контроль над объектом и переливает свои активы в новую дочернюю компанию. Фактически, акционеры, не участвующие в торгах, теряют свои акции, потому что приобретенная компания перестаёт существовать. В качестве компенсации акционеры, не участвующие в торгах, получают право на получение тендерного предложения по своим акциям. Участник торгов, по сути, получает полное право собственности на компанию по цене тендерного предложения.

## Критика
Правовое сообщество раскритиковало подобные слияния, почитав их предвзятыми в отношении миноритарных акционеров. Например, если ожидается увеличение стоимости акций, то таким способом владельцы, могут лишить «замороженных» миноритарных акционеров его доли в прибыли.

## Германия
В Германии объединение акционеров, владеющих не менее чем 95 % акций компании, имеет право выкупить акции оставшихся миноритарных акционеров, выплатив им компенсацию. Эта процедура основана на законе о приобретении и поглощении ценных бумаг (нем. Wertpapiererwerbs-und Übernahmegesetz, WpÜG). Альтернативная процедура регулируется §§ 327a-327f закона Об акционерных обществах Германии (нем. Aktiengesetz, AktG), действительный с 1 января 2002 года.
Впервые в истории Германии, этот закон обеспечил обязательную правовую основу для поглощений, заменив собой прежний Кодекс о добровольном поглощении (нем. Übernahmekodex). Хотя утверждалось, что закон не нарушает Конституцию Германии, он вызвал недовольство многих мелких инвесторов, которые считают его легализацией экспроприации.

### Решение
Решение о принудительном выкупе акций должно быть принято путем голосования на общем собрании; поскольку выкупающая сторона уже имеет подавляющее большинство голосов, это обычно является простой формальностью. Размер компенсации определяется экономическим положением общества в дату проведения общего собрания акционеров, при этом минимальная компенсация составляет среднюю биржевую цену акции за последние три месяца.

### Обжалование
Исключенные акционеры могут обжаловать выкуп акция в соответствии с § 243 AktG. Кроме того, согласно этому разделу, некоторые причины, такие как неадекватная компенсация, недостаточны для того, чтобы препятствовать выкупу. Даже во время проведения процедуры обжалования, основной акционер имеет право зарегистрироваться в коммерческом реестре, если он удовлетворяет предварительным условиям, определенным в §§ 327e sec. 2, § 319 Abs. 5, 6 AktG; таки образом инициируется процесс ратификации, и все акции, принадлежащие миноритарным акционерам, переходят к основному акционеру.